# Аббасов, Мирсахиб Мирявер оглы
Мирсахиб Мирявер оглы Аббасов (азерб. Abbasov Mirsahib Miryavər oğlu; род. 19 января 1993, Баку) — азербайджанский футболист, полузащитник.

## Биография
Футболом начал заниматься в возрасте 7 лет в детской футбольной школе на стадионе Шафа в Баку под руководством тренера Романа Джафарова. В 2010—2014 годах обучался на факультете игровых видов спорта азербайджанской Государственной Академии Физической Культуры и Спорта.

## Клубная карьера

### Чемпионат
Будучи воспитанником клуба премьер-лиги Азербайджана — ФК «Интер» Баку Мирсахиб с 2012 года выступает в основном составе «банкиров», чередуя также свои выступления в дубле команды.

### Кубок
Будучи игроком ФК «Интер» Баку, провёл в Кубке Азербайджана две игры.
| № | Дата           | Раунд                     | Клуб         | Соперник     | Лига            | Итог |
| - | -------------- | ------------------------- | ------------ | ------------ | --------------- | ---- |
| 1 | 4 декабря 2013 | Второй раунд — 1/8 финала | «Интер» Баку | «Шуша»       | Первый Дивизион | 7:0  |
| 2 | 3 декабря 2014 | Второй раунд — 1/8 финала | «Шахдаг»     | «Интер» Баку | Первый Дивизион | 0:3  |

## Лига Европы УЕФА
В сезоне 2015/16 Лиги Европы УЕФА четырежды выходил на поле в первом и втором квалификационных раундах против албанского «Лачи» и исландского «Хафнарфьердура», проведя в общей сложности на поле 274 минуты.

## Достижения
«Интер»
- Серебряный призёр Премьер-лиги Азербайджана (2): 2013/14, 2014/15

## Личная жизнь
Брат Мирабдулла (род. 1995) также футболист, игрок национальной сборной.